# 4208 Kiselev
4208 Kiselev eller 1986 RQ2 är en asteroid i huvudbältet som upptäcktes den 6 september 1986 av den amerikanske astronomen Edward L.G. Bowell vid Anderson Mesa Station. Den är uppkallad efter Nikolaj Kiseljov, avdelningschef vid astrofysiska institutet vid Tadjikiska vetenskapsakademin i Dusjanbe.
Asteroiden har en diameter på ungefär trettio kilometer.